# Бангсаван

Сцена из представления «Тун Фатима» в исполнении Объединения бангсавана «Восточная звезда». 9.12.2003, Куала-Лумпур, Центр туризма Малайзии

Бангсава́н (малайск. и индон. Wayang bangsawan, джави بڠساون), «малайская опера» — музыкально-драматический жанр, близкий к опере или оперетте. Распространён в Малайзии, Индонезии и Брунее. В Индонезии известен под названием «комиди бангсаван», или «комиди стамбул». Хоровые и сольные номера чередуются с разговорными диалогами, шутовской клоунадой и танцами. Первые труппы созданы в Пинанге в 1870-е. Все роли, включая женские, первоначально исполнялись мужчинами.
В репертуаре — пьесы на сюжеты местных легенд «Ханг Туах», «Джула-Джула БинтангТуджух», «Верный Данданг», индийского эпоса, ближневосточных мотивов («Лейли и Меджнун», «Али Баба и 40 разбойников», «Тадж ул-Мулук», «Абу Навас»), а также китайских, индонезийских и тайских сказаний («Сити Зубайда», «Радин Мас», «Сити Джамила»), произведений западных драматургов (особенно Шекспира).
Характер музыки определяется происхождением пьесы. В оркестре — барабаны, цимбалы, тамбурины, скрипка, флейта, кларнет, саксофон, бубны, гармоника, индийский табла
Расцвет жанра приходится на период до 2-й мировой войны и первое десятилетие после ее окончания, когда существовало несколько трупп, гастролировавших даже за рубежом. Наиболее известной в Брунее была труппа «Бангсаван Си Бакир», а в Индонезии — «Опера Пертама Стамбул» (1891)
и «Опера Дарданелла» (1926)..
С 1950-х в связи со становлением современного театра переживает упадок. Попытки возрождения жанра в Малайзии связаны с педагогической и творческой деятельностью Национального деятеля искусств Абдула Рахмана Абу Бакара, который поставил более 200 опер и подготовил сотни молодых актёров. Элементы малайской оперы используют в своих работах современные драматурги (Зефри Ариф в Брунее, Нурдин Хассан и Закария Ариффин в Малайзии и др.).